# Saison 3 de The Walking Dead
Chronologie
Saison 2 Saison 4
La troisième saison de The Walking Dead, série télévisée américaine inspirée de la bande dessinée
du même nom de Robert Kirkman et Charlie Adlard est constituée de seize épisodes, diffusés du 14 octobre 2012 au 31 mars 2013 sur AMC.
Cette saison suit les aventures de Rick Grimes, depuis l'arrivée de son groupe dans une prison qu'ils nettoient de tous les rôdeurs qui s'y trouvent jusqu'à l'accueil des derniers habitants de Woodbury à la prison après une attaque du Gouverneur sur celle-ci.

## Généralités
La trame de l'histoire et l'évolution des personnages de la série télévisée sont indépendantes des comics dont elle s'inspire.
Après un phénomène inexpliqué qui a subitement transformé la majeure partie de la population mondiale en mort-vivant, un groupe de survivants américains guidé par Rick Grimes, ancien adjoint du shérif d'un comté de Georgie, tente de survivre.
Cette troisième saison ne reprend pas directement l'histoire là où les évènements de la deuxième saison se sont arrêtés, mais quelques mois plus tard, après l'hiver, alors que le groupe erre dans un monde hostile sans vivres ni endroit sûr où se reposer. Jusqu'à ce qu'ils arrivent dans une prison. En parallèle, Michonne et Andrea arrivent dans la ville de Woodbury et rencontrent le Gouverneur.

## Distribution

### Acteurs principaux
- Andrew Lincoln (VF : Tanguy Goasdoué) : Rick Grimes
- Sarah Wayne Callies (VF : Gaëlle Savary) : Lori Grimes
- Laurie Holden (VF : Déborah Perret) : Andrea Harrison
- Steven Yeun (VF : Benoît DuPac) : Glenn Rhee
- Norman Reedus (VF : Emmanuel Karsen) : Daryl Dixon
- Chandler Riggs (VF : Gwenaëlle Jegou) : Carl Grimes
- Lauren Cohan (VF : Marie Giraudon) : Maggie Greene
- Danai Gurira (VF : Laura Zichy) : Michonne
- Michael Rooker (VF : Patrick Floersheim) : Merle Dixon (épisodes 3 à 15)
- David Morrissey (VF : Nicolas Marié) : Philip Blake alias le Gouverneur

### Acteurs co-principaux
- Melissa McBride (VF : Françoise Rigal) : Carol Peletier
- Scott Wilson (VF : Michel Ruhl) : Hershel Greene

### Acteurs récurrents
- Jose Pablo Cantillo (VF : Jonathan Amram) : Caesar Martinez (11 épisodes)
- Dallas Roberts (VF : Nessym Guetat) : Milton Mamet (10 épisodes)
- Travis Love (VF : Franck Sportis) : Shumpert (10 épisodes)
- Lew Temple (VF : Antoine Nouel) : Axel (9 épisodes)
- Adelaide et Eliza Cornwell : Judith Grimes (9 épisodes)
- Vincent M. Ward (VF : Daniel Lobé) : Oscar (7 épisodes)
- Dango Nguyen : un garde principal de Woodbury (7 épisodes)
- Daniel Thomas May (VF : Jean-Marie Lamour) : Allen (6 épisodes)
- Chad Coleman (VF : Asto Montcho) : Tyreese Williams (5 épisodes)
- Sonequa Martin-Green (VF : Géraldine Asselin) : Sasha Williams, la sœur de Tyreese (5 épisodes)
- Tyler Chase (VF : Romain Altché) : Ben (5 épisodes)
- Melissa Ponzio (VF : Élisa Bourreau) : Karen (4 épisodes)
- Lucie O'Ferrall : Mme McLeod (4 épisodes)
- IronE Singleton : T-Dog (3 épisodes)

### Invités
- Markice Moore (VF : Philippe Bozo) : Andrew (épisodes 1, 2 et 4)
- Nick Gomez (VF : Anatole de Bodinat) : Tomas (épisodes 1 et 2)
- Theodus Crane : Big Tiny (épisodes 1 et 2)
- Lawrence Kao (VF : Romain Altché) : Tim (épisodes 3, 5 et 6)
- Arthur Bridgers : Crowley, milicien de Woodbury (épisodes 3 et 6)
- Donzaleigh Abernathy : Dr Stevens (épisodes 3 et 8)
- Julio Cesar Cedillo : Welles, pilote de l'hélicoptère et lieutenant de la garde nationale (épisode 3)
- Lindsay Abernathy : Rowan, habitante de Woodbury (épisode 3)
- Dwayne Boyd : un garde national (épisode 3)
- Troy Faruk : Sean de la garde nationale (épisode 3)
- Mike Mayhall : Franklin de la garde nationale (épisode 3)
- Gary Weeks (en) : caporal Brady de la garde nationale (épisode 3)
- Alexa Nikolas : Haley (épisodes 6, 8 et 9)
- Emma Bell (VF : Noémie Orphelin) : Amy (épisode 6 : voix seulement)
- Jeryl Prescott Sales (VF : Maïk Darah) : Jacqui (épisode 6 : voix seulement)
- Andrew Rothenberg (VF : Fabien Jacquelin) : Jim (épisode 6 : voix seulement)
- Dave Randolph-Mayhem Davis (VF : Gauthier Battoue) : Gargulio, milicien de Woodbury (épisode 6)
- Peter Kulas : Michael Coleman (épisode 7)
- Alex Van : l'ermite (épisode 7)
- Jon Bernthal (VF : Jérôme Pauwels) : Shane Walsh (épisode 8)
- E. Roger Mitchell : Paul (épisode 9 et 16)
- Al Vicente : le mexicain (épisode 10)
- Karenlie Riddering : la mexicaine (épisode 10)
- Andy Glen : l'enfant mexicain (épisode 10)
- Parker Wierling : Noah (épisode 11)
- Lennie James (VF : Thierry Desroses) : Morgan Jones (épisode 12)
- Russ Comegys : l'auto-stoppeur (épisode 12)
- Tanner Holland : Jody  (épisode 16)
- Loudyn and Leighton Case : Judith Grimes (1 épisode[Lequel ?])

## Production
Le 25 octobre 2011 à la suite des records d'audience des deux premiers épisodes de la deuxième saison, la chaîne a annoncé le renouvellement de la série pour une troisième saison, de treize épisodes. Le 15 janvier 2012, AMC a commandé trois épisodes supplémentaires à la troisième saison, soit un total de seize épisodes.

### Attribution des rôles
En mars 2012, les acteurs Danai Gurira et David Morrissey ont obtenu un rôle principal lors de la saison.
En août 2012, l'acteur Dallas Roberts a obtenu un rôle récurrent au cours de la saison.
En octobre 2012, les acteurs Lew Temple et Vincent M. Ward ont obtenu un rôle récurrent lors de la saison.
En novembre 2012, l'acteur Chad Coleman a obtenu le rôle de Tyreese au cours de la saison.
Les acteurs Melissa McBride et Scott Wilson ont obtenu le statut de principal lors de la saison.

### Tournage
Le tournage de la saison a débuté le 31 mai 2012 à Senoia en Géorgie aux États-Unis et est diffusée depuis le 14 octobre 2012.

## Liste des épisodes
1. Graines
2. Malade
3. Marchez avec moi
4. Un tueur à l'intérieur
5. Dis-le
6. La Traque
7. Quand les morts approchent
8. Une vie de souffrance
9. Le Roi du suicide
10. Chez nous
11. Entre deux feux
12. Retrouvailles
13. Une flèche sur la porte
14. La Proie
15. Cette triste vie
16. Bienvenue dans le tombeau

### Épisode 1:Graines
- États-Unis : 14 octobre 2012 sur AMC
- France : 7 avril 2013 sur OCS Choc[12],[13]
- Belgique : 24 mai 2013 sur Be Séries[14]

- États-Unis : 10,87 millions de téléspectateurs[15] (première diffusion)

- Theodus Crane (Big Tiny)
- Nick Gomez (III) (Tomas)
- Markice Moore (Andrew)

- Avec près de 10,9 millions de téléspectateurs, cet épisode enregistre un nouveau record d'audience[15].
- Michael Rooker et David Morrissey n’apparaissent pas dans cet épisode.

### Épisode 2:Malade
- États-Unis : 21 octobre 2012 sur AMC
- France : 7 avril 2013 sur OCS Choc
- Belgique : 24 mai 2013 sur Be Séries[14]

- États-Unis : 9,5 millions de téléspectateurs[16] (première diffusion)

- Theodus Crane (Big Tiny)
- Nick Gomez (III) (Tomas)
- Markice Moore (Andrew)

- Laurie Holden, Danai Gurira, Michael Rooker et David Morrissey n'apparaissent pas dans cet épisode.

### Épisode 3:Marchez avec moi
- États-Unis : 28 octobre 2012 sur AMC
- France : 14 avril 2013 sur OCS Choc

- États-Unis : 10,51 millions de téléspectateurs[17] (première diffusion)

- Julio Cedillo (Lieutenant Welles)
- Arthur Bridgers (Crowley)
- Mike Mayhall (Franklin)
- Donzaleigh Abernathy (Dr Stevens)
- Dwayne Boyd (National Guardsman)
- Lawrence Kao (Tim)
- Gary Weeks (Caporal)

- Andrew Lincoln, Sarah Wayne Callies, Norman Reedus, Steven Yeun, Lauren Cohan, Melissa McBride Chandler Riggs et Scott Wilson n’apparaissent pas dans cet épisode.

### Épisode 4:Un tueur à l'intérieur
- États-Unis : 4 novembre 2012 sur AMC
- France : 14 avril 2013 sur OCS Choc

- États-Unis : 9,27 millions de téléspectateurs[18] (première diffusion)

- Markice Moore (Andrew)

- Cet épisode marque le départ de l'acteur IronE Singleton qui interprétait le rôle principal puis récurrent de T-Dog depuis le début de la série.
- Le personnage de Lori Grimes meurt dans cet épisode

### Épisode 5:Dis-le
- États-Unis : 11 novembre 2012 sur AMC
- France : 21 avril 2013 sur OCS Choc

- Lawrence Kao (Tim)

Toujours très méfiante à l'égard du Gouverneur et déterminée à quitter la communauté, Michonne s'introduit dans la maison de celui-ci afin de récupérer son sabre et découvre que son hôte garde des rôdeurs en captivité. Prise sur le fait, elle le menace avant de quitter la maison. Elle arrive à convaincre Andrea de partir avec elle, mais au dernier moment, cette dernière change d'avis et Michonne s'en va finalement seule. Andrea ne tarde pas à légèrement regretter d'être restée lorsqu'elle voit la façon dont le Gouverneur utilise les rôdeurs qu'il capture pour divertir les habitants de sa ville fortifiée (pendant des combats avec des rôdeurs dont on a arraché les dents pour éviter les morsures).
- Melissa McBride alias Carol, n'apparaît pas dans cet épisode.
- Bien que son personnage Lori soit mort, l'actrice Sarah Wayne Callies reste dans la distribution principale.

### Épisode 6:La Traque
- États-Unis : 18 novembre 2012 sur AMC
- France : 21 avril 2013 sur OCS Choc

- Alexa Nikolas (Haley)
- Emma Bell (Amy)
- Andrew Rothenberg (Jim)
- Jeryl Prescott (Jacquie)
- Arthur Bridgers (Crowley)
- Dave Randolph-Mayhem Davis (Neil Garguilio)
- Lawrence Kao (Tim)

- Sarah Wayne Callies alias Lori, n'apparaît pas dans cet épisode.

### Épisode 7:Quand les morts approchent
- États-Unis : 25 novembre 2012 sur AMC
- France : 28 avril 2013 sur OCS Choc

- États-Unis : 10,43 millions de téléspectateurs[21] (première diffusion)

- Alex Van (Hermit)
- Peter Kulas (Michael Coleman)

À Woodbury, Merle torture Glenn afin qu'il lui indique où trouver son frère et le reste du groupe. Mais le jeune homme refuse catégoriquement de parler. De son côté, Michonne arrive à la prison épuisée par sa blessure et est secourue juste à temps par Rick et son fils. Là, elle leur parle de l'enlèvement de Glenn et Maggie ainsi que de la ville fortifiée. Rick décide immédiatement de s'y rendre accompagné de Daryl, Oscar et de Michonne. Sur place, Andrea assiste aux recherches secrètes de Milton et apprend que son travail est de déterminer si les rôdeurs conservent la conscience de ce qu'ils étaient avant. Mais l'expérience sur un patient volontaire en fin de vie échoue : Andrea est obligée de le tuer après sa transformation.
Quant au Gouverneur, il se charge de l'interrogatoire de Maggie en l'humiliant. Elle aussi résiste dans un premier temps, mais finit par craquer lorsqu'il la menace de tuer Glenn.
- Sarah Wayne Callies n'apparaît pas dans cet épisode.

### Épisode 8:Une vie de souffrance
- États-Unis : 2 décembre 2012 sur AMC
- France : 28 avril 2013 sur OCS Choc

- États-Unis : 10,48 millions de téléspectateurs[22] (première diffusion)

- Alexa Nikolas (Haley)
- Donzaleigh Abernathy (Dr Stevens)
- Jon Bernthal (Shane Walsh)
- Russell Towery (Guard #1)

Un groupe de survivants inconnus, composé de trois hommes et deux femmes, dont l'une vient d'être mordue, tente d'échapper aux rôdeurs qui les pourchassent. Dans leur fuite, ils arrivent à la prison et réussissent à y pénétrer.
Rick, Daryl, Oscar et Michonne parviennent à infiltrer Woodbury discrètement à la recherche de leurs amis retenus prisonniers. Ils finissent par tomber sur eux alors qu'ils sont sur le point d'être exécutés par les hommes du Gouverneur. Rick et ses camarades parviennent à s'enfuir de Woodbury non sans avoir déclenché une longue et intense fusillade qui coûte la vie à Oscar et à plusieurs gardes de Woodbury. Quant à Michonne, elle préfère se cacher chez le Gouverneur pour l'attendre dans l'intention de le tuer. Elle y découvre ses étranges aquariums où il conserve les têtes de rôdeurs décapités, mais aussi Penny, sa fille morte-vivante qu'il garde captive. Lorsque le Gouverneur regagne ses quartiers, Michonne la tue sous ses yeux et une violente bagarre éclate alors. Le Gouverneur est grièvement blessé à l’œil et c'est l'intervention d'Andrea, armée, qui met fin au carnage. Ne parvenant à tirer sur son ancienne compagne de survie, elle la laisse partir.
Dans la prison, Carl, Hershel, Axel, Carol et Beth font connaissance avec le nouveau groupe de survivants. Après les avoir secourus et mis en lieu sûr, ils préfèrent néanmoins les tenir à l'écart derrière les barreaux.
- The Walking Dead est la première série du câble de l'histoire de la télévision américaine à battre l'intégralité des séries et programmes de divertissement diffusées durant l'automne 2012 par la totalité des autres chaînes américaines[23].
- Sarah Wayne Callies n'apparaît pas dans cet épisode.

### Épisode 9:Le Roi du suicide
- États-Unis : 10 février 2013 sur AMC
- France : 5 mai 2013 sur OCS Choc

- États-Unis : 12,3 millions de téléspectateurs[24] (première diffusion)

- E. Roger Mitchell (Paul)
- Alexa Nikolas (Haley)
- Donzaleigh Abernathy (Dr. Stevens)

Contraints par le Gouverneur, Daryl et Merle doivent se battre l'un contre l'autre dans un combat à mort. Le vainqueur se verra libéré. Alors que le combat fratricide fait rage, Rick et les siens interviennent par surprise et réussissent à libérer les deux frères après une nouvelle fusillade. Une fois en lieu sûr, et devant le refus catégorique des autres d'intégrer Merle au groupe, Daryl prend la décision de prendre la route seul avec lui. À Woodbury, ce violent évènement a jeté le trouble dans la communauté. Beaucoup veulent partir, ne se sentant plus en sécurité. Des rôdeurs parviennent même à passer les murs et à s'attaquer à certains d'entre eux. Meurtri au plus profond de lui-même, le Gouverneur, plus froid que jamais, reste étranger à ce vacarme et rumine sa vengeance.
- Le titre original de cet épisode, The Suicide King, désigne dans le vocabulaire du poker américain, la carte du « roi de cœur ».
- Cet épisode enregistre un nouveau record d'audience de 12,3 millions de téléspectateurs[24].

### Épisode 10:Chez nous
- États-Unis : 17 février 2013 sur AMC
- France : 5 mai 2013 sur OCS Choc

- États-Unis : 11,05 millions de téléspectateurs[25] (première diffusion)

- Al Vicente (Mexican Father)
- Karenlie Riddering (Femme mexicaine)
- Andy Glen (Garçon mexicain)

Le Gouverneur vient présenter ses excuses à Andrea pour son comportement récent. Il prétend qu'il veut se retirer du commandement de Woodbury après cet échec et lui passer le relais. Il déclare également ne pas songer à se venger et souhaiter tourner la page.
Alors que Rick semble perdre pied, assailli par ses hallucinations, pour les autres occupants de la prison l'heure est à la réflexion. Glenn, fou de rage depuis son retour, fait partie de ceux qui veulent prendre les devants et souhaite aller en finir avec le Gouverneur, tout comme Michonne. Il s'oppose à Hershel, qui lui, préconise un départ et la recherche d'un nouvel abri. Contre l'avis du docteur, le jeune homme décide de partir seul assouvir son geste vengeur.
De son côté, Daryl erre désormais dans les bois aux côtés de Merle. Ils sont perdus, affamés et le climat qui règne entre eux est délétère. Après avoir secouru une famille de Mexicains prise d'assaut par les rôdeurs, leur relation s'avère toujours plus chaotique. Daryl choisit alors de s'affirmer devant son grand frère et de retourner à la prison, avec ou sans lui, pour y retrouver sa seconde famille.

### Épisode 11:Entre deux feux
- États-Unis : 24 février 2013 sur AMC
- France : 12 mai 2013 sur OCS Choc

- États-Unis : 11,01 millions de téléspectateurs[26] (première diffusion)

- Parker Wierling (Noah)

### Épisode 12:Retrouvailles
- États-Unis : 3 mars 2013 sur AMC
- France : 12 mai 2013 sur OCS Choc

- États-Unis : 11,3 millions de téléspectateurs[27] (première diffusion)

- Lennie James (Morgan Jones)
- Russell Durham Comegys (auto-stoppeur)

Rick, accompagné par Carl et Michonne, part à la recherche d'armes et de munitions. Le petit groupe se dirige vers la ville où vivait l'ancien shérif afin de faire un tour par l’armurerie du commissariat. Mais celle-ci a déjà été complètement vidée. Au cœur du centre-ville, ils tombent sur une petite fortification truffée de pièges et ne tardent pas à être la cible d'un tireur isolé. Carl réussit à le neutraliser en lui tirant dessus. Ce sniper se révèle être Morgan, l'homme qui était venu en aide à Rick lorsque celui-ci était sorti du coma et avait quitté l’hôpital. Il a amassé les armes dans un bâtiment qu'il défend contre les rôdeurs.
En attendant que Morgan revienne à lui, Carl et Michonne retournent dans les rues, le jeune garçon souhaitant récupérer une photo de sa famille dans le bar d'un ami de son père, afin que sa jeune sœur ait un souvenir. Une fois dans l'établissement, ils se retrouvent sous la menace d'une horde de rôdeurs mais réussissent à s'en sortir indemnes et, grâce à Michonne, avec la photo. Elle remonte ainsi dans l'estime de Carl, qui se dit qu'elle pourrait rester avec eux.
- Clear, le titre original de l'épisode, peut à la fois signifier R.A.S. (Rien à Signaler), comme c'est écrit un peu partout sur les murs du repaire de Morgan, mais aussi effacé, mot que celui-ci répète plusieurs fois à Rick à la fin de l'épisode pour se désigner lui-même.
- Sarah Wayne Callies, Laurie Holden Norman Reedus, Steven Yeun, Lauren Cohan, Melissa McBride, Michael Rooker, David Morrissey, et  Scott Wilson n'apparaissent pas dans cet épisode.

### Épisode 13:Une flèche sur la porte
- États-Unis : 10 mars 2013 sur AMC
- France : 19 mai 2013 sur OCS Choc

- États-Unis : 11,4 millions de téléspectateurs[28] (première diffusion)

Rick, Daryl et Hershel se rendent dans un endroit isolé qu'ils inspectent. Puis, pendant que ses compagnons montent la garde dehors, Rick rentre dans une petite grange abandonnée où l'attend son ennemi, le Gouverneur. Les deux hommes se retrouvent en fait ici pour parlementer, à la suite d'un rendez-vous arrangé par Andrea afin de tenter de négocier une trêve. Cette dernière, après avoir fait les présentations et s'être essayée au rôle de médiatrice, les laisse parler seul à seul. Dans un climat de méfiance, ils apprennent néanmoins à faire connaissance. L'ancien shérif propose un partage des terres, la création d'une frontière entre les deux camps que personne n'aura le droit de franchir, mais son homologue refuse. Il préfère lui soumettre un autre marché : en échange de l'arrêt des hostilités, il veut Michonne et seulement elle. Le Gouverneur laisse à Rick deux jours pour réfléchir à cette suggestion : la seule vie de la guerrière au sabre ou bien une guerre qui engagera celles de tous les occupants de la prison.
À l'extérieur de la grange, Daryl et Hershel ont été rejoints par Milton et Martinez. Dans un premier temps, les hommes des deux camps adverses se montrent hostiles les uns envers les autres, puis vont découvrir que, malgré les apparences, ils ont certains points communs. Dans une situation moins précaire que celle-ci, ils auraient sans doute même pu être amis.
En attendant le retour de leur chef, les esprits s'échauffent entre les murs de la prison. Merle veut absolument aller rejoindre son frère et en profiter pour attaquer le Gouverneur par surprise. Les autres s'y opposent vivement craignant que cela n'envenime davantage le conflit. L'unique point positif au milieu de toutes ces tensions est la réconciliation de Glenn et Maggie.
De retour dans sa fortification, le Gouverneur avoue à Milton, d'ailleurs choqué par cette confession, qu'il ne compte pas respecter son engagement. Une fois Michonne dans ses filets, il tuera tout le monde, et il se garde de révéler son projet à Andrea.

### Épisode 14:La Proie
- États-Unis : 17 mars 2013 sur AMC
- France : 19 mai 2013 sur OCS Choc

- États-Unis : 10,84 millions de téléspectateurs[29] (première diffusion)

Milton, de plus en plus inquiet quant au comportement du Gouverneur, décide de dire la vérité à Andrea sur les funestes projets de son supérieur. Celle-ci, après avoir découvert que le Gouverneur prépare une salle de torture réservée à Michonne, pense alors que le tuer mettra un terme aux affrontements. Cependant le scientifique l'en empêche, lui affirmant que ce geste n'arrangerait en rien la situation. La jeune femme prend alors la décision de fuir Woodbury pour aller rejoindre ses anciens compagnons et les prévenir du danger qui les attend. Lorsqu'il apprend le départ d'Andrea, le Gouverneur se lance aussitôt à sa poursuite. Il ne tarde pas à la retrouver dans une usine abandonnée, mais elle réussit à lui échapper au dernier moment et parvient à l'enfermer dans les lieux avec une horde de rôdeurs. Alors qu'elle arrive tout près du repaire de Rick et se croit hors de danger, Andrea est finalement rattrapée par son poursuivant qui, contre toute attente, a réussi à s'en sortir.
Tyreese et sa sœur Sasha, qu'Andrea a vivement mis en garde au sujet de l'étrange mentalité qui règne dans la ville fortifiée, sont choqués par les agissements des troupes du Gouverneur ; ils constatent notamment que des rôdeurs sont capturés pour ensuite être utilisés contre les occupants de la prison. La nuit tombée, quelqu'un met le feu à l'endroit où ces rôdeurs sont retenus. Rentré de sa traque en déclarant à tout le monde qu'il n'a pas réussi à mettre la main sur son ex-maîtresse, le Gouverneur pense d'abord que Tyreese est l'auteur de cet acte pyromane. Mais ses soupçons vont finalement s'orienter vers son ancien homme de confiance, Milton. Toutefois dans l’immédiat, il semble avoir plus important à faire puisqu'il garde Andrea, captive dans sa salle de torture.

### Épisode 15:Cette triste vie
- États-Unis : 24 mars 2013 sur AMC
- France : 26 mai 2013 sur OCS Choc

- États-Unis : 10,99 millions de téléspectateurs[30] (première diffusion)

Rick a finalement pris la lourde décision de livrer Michonne au Gouverneur pour ainsi voir le conflit prendre fin. En plus d'Hershel, il met aussi Daryl dans la confidence afin qu'il puisse l'aider dans cette tâche difficile. Rick en parle également à Merle, surtout en raison de son aptitude à effectuer le « sale boulot ». L'aîné des Dixon accepte d'y prendre part, d'autant qu'il se sent de plus en plus torturé par son âme, déchiré entre son côté lumineux et sa face obscure. Tandis que Rick échafaude le plan qui conduira Michonne dans les griffes de son ennemi sans que les autres ne s'en aperçoivent, lui aussi se voit tiraillé par sa conscience et les hallucinations de sa défunte femme, Lori, lui reviennent. Le shérif change alors d'avis et refuse en fin de compte de sacrifier la femme au sabre. Mais Merle a déjà pris l'initiative de la piéger dans les catacombes de la prison et la conduit vers le point de rendez-vous fatidique. En chemin, une bataille psychologique s'engage entre ces deux marginaux. Merle finit par craquer, décide de relâcher Michonne et de se rendre seul voir le Gouverneur. Lorsque Daryl se rend compte que son frère est parti sans les attendre lui et Rick, il se lance aussitôt à sa poursuite.
De son côté, Glenn décide de demander à Hershel la main de Maggie. Le patriarche lui offre, volontiers, sa bénédiction et le jeune homme part en quête d'une bague de fiançailles qu'il trouve sur le doigt d'une zombie. Il l'offre alors à l'élue de son cœur qui accepte aussitôt sa demande.
Lorsque Merle arrive à l'endroit où le Gouverneur attend Rick pour effectuer leur marché, il s'est au préalable arrangé, en faisant du vacarme avec sa voiture, pour être suivi par de très nombreux rôdeurs. Ceux-ci attaquent alors les hommes venus de Woodbury, pendant que Merle se charge en plus d'ouvrir le feu sur eux. Alors qu'il a le Gouverneur dans sa ligne de mire, son plan se retourne contre lui et un rôdeur l'agresse. En essayant de s'en débarrasser, il est attrapé. Après une violente bagarre avec le Gouverneur, ce dernier tue Merle d'une balle dans le cœur.
- Départ de la série de Michael Rooker de la distribution principale qui interprétait Merle Dixon depuis le début de la série.

### Épisode 16:Bienvenue dans le tombeau
- États-Unis : 31 mars 2013 sur AMC[31]
- France : 26 mai 2013 sur OCS Choc

- États-Unis : 12,4 millions de téléspectateurs[32] (première diffusion)

- Tanner Holland (Jody)
- E. Roger Mitchell (Paul)

Le Gouverneur torture Milton, car celui-ci l'a trahi. Il lui offre néanmoins une chance de se racheter : prouver sa loyauté en tuant Andrea. Mais le jeune scientifique essaie alors de se retourner contre son supérieur, qui le poignarde en plein ventre, et le laisse agoniser dans la même pièce que sa prisonnière : ainsi, une fois qu'il aura poussé son dernier soupir, il se transformera en zombie et pourra se charger d'elle.
Les occupants de la prison font leurs affaires, se préparant à quitter leur repaire qu'ils savent sous la menace. Celle-ci ne tarde d'ailleurs pas à se concrétiser lorsque le Gouverneur et ses hommes débarquent en force, prêts à tout réduire en cendres. Mais ils doivent vite se rendre à l'évidence : l'endroit est désert. Alors qu'ils descendent inspecter les sous-sols, ils se retrouvent finalement pris dans un piège concocté par Rick et les siens. Acculés, effrayés, les soldats de Woodbury n'ont pas d'autre choix que de battre en retraite, ce qui va faire entrer le Gouverneur dans une colère noire. Sur la route du retour, il abat froidement la quasi-totalité de ses troupes à qui il reproche d'avoir trop vite abandonné. Il s'éloigne ensuite, accompagné seulement de deux hommes.
Dans le camp opposé, on savoure cette victoire et on se prépare maintenant à fondre sur la ville fortifiée. Mais en chemin, Rick, Daryl et Michonne tombent sur les corps de leurs ennemis. Une seule rescapée est à dénombrer : Karen. Avec elle, ils se rendent à Woodbury, où Tyreese et Sasha, restés monter la garde, les accueillent. Ils se dépêchent alors d'aller libérer Andrea, et lorsqu'ils la retrouvent, celle-ci a bien réussi à tuer Milton qui s'était transformé en rôdeur mais s'est fait mordre à l'épaule par ce dernier. Après un déchirant adieu à ses anciens compagnons de galère, la jeune femme, qui rappelle qu'elle a toujours voulu arranger les choses entre les deux camps ennemis, décide de mettre fin à ses jours tant qu'elle peut le faire elle-même avec Michonne à ses côtés.
- Cet épisode réalise un nouveau record d'audience battant le précédent détenu par le neuvième épisode de cette même saison qui avait rassemblé 12,3 millions de téléspectateurs[32].
- Ce dernier épisode a la particularité de commencer comme le premier de cette même saison, c'est-à-dire sur un œil filmé en gros plan. Puis, dans un mouvement de zoom arrière, il est possible de voir à qui appartient cet œil : au Gouverneur, alors qu'il s'agissait de celui d'un rôdeur dans l'épisode initial.
- « Les tombes » (appelé ainsi par T-Dog) est une partie de la prison infestée par les rôdeurs. Le titre fait référence à l'embuscade de Rick dans les tombes.[réf. souhaitée]
- Départ des actrices Laurie Holden et Sarah Wayne Callies de la distribution principale, qui interprétaient Andrea et Lori Grimes depuis le début de la série.